# Julijan Strajnar
Julijan Strajnar, slovenski skladatelj, etnomuzikolog, * 7. januar 1936, Combelle, Francija.
Na Filozofski fakulteti v Ljubljani je leta 1962 končal študij romanistike, leta 1989 pa študij muzikologije in etnomuzikologije. 
Svojo glasbeno kariero je začel kot violinist v Simfoničnem orkestru RTV Slovenija. Je avtor scenske, filmske, resne glasbe in prireditelj mnogih narodnih napevov.